# Rafael Díaz de Cabrera
Rafael Díaz de Cabrera (1565 - 30 de setembro de 1630) foi um prelado católico romano que serviu como bispo de Mondoñedo (1618–1630).

## Biografia
Rafael Díaz de Cabrera nasceu em La Coronada, Espanha, e foi ordenado sacerdote na Ordem da Santíssima Trindade. No dia 6 de agosto de 1618, foi escolhido pelo Rei da Espanha e confirmado pelo Papa Paulo V como Bispo de Mondoñedo. No dia 30 de dezembro de 1618, foi consagrado por Fernando Acevedo González, arcebispo de Burgos com Juan Zapata Osorio, bispo de Zamora, e Francisco Pereira, bispo de Miranda, servindo como co-consagradores. Serviu como Bispo de Mondoñedo até à sua morte a 30 de setembro de 1630.